# 3430 Bradfield
3430 Bradfield este un asteroid din centura principală, descoperit pe 9 octombrie 1980 de Carolyn Shoemaker.